# オオブッポウソウ
オオブッポウソウ （大仏法僧、学名：Leptosomus discolor）は、鳥類の1種である。本種1種のみでオオブッポウソウ科オオブッポウソウ属を形成し、おそらくはオオブッポウソウ目を形成する。

## 系統と分類
系統的位置がいまだ不確実な数少ない種の1つだが、ブッポウソウ目+キツツキ目+サイチョウ目+キヌバネドリ目クレードの基底付近に位置すると思われる。そのため近年は単独でオオブッポウソウ目を作るとする説が現れているが、かつてはブッポウソウ目に含められていた。

## 分布
- マダガスカル、コモロ諸島

## 形態
全長50cm。

## 生態
森林に生息し、主に上層部で活動する。
食性は動物食で、大型昆虫、爬虫類、小型哺乳類を捕食する。